# Эггерт, Вальтер
Ва́льтер Э́ггерт (нем. Walter Eggert; 18 июля 1940, Ильзенбург — 2 июня 2017) — немецкий саночник, выступал за сборную ГДР в первой половине 1960-х годов. Участник зимних Олимпийских игр в Инсбруке, призёр многих международных турниров и национальных первенств.

## Биография
Вальтер Эггерт родился 18 июля 1940 года в Ильзенбурге. Активно заниматься спортом начал в раннем детстве, позже переехал в город Обервизенталь и присоединился к местному спортивному клубу «Трактор». Вскоре стал показывать неплохие результаты в санном спорте, в возрасте восемнадцати лет побывал на юношеском чемпионате Европы в австрийском Вайсенбахе, занял там двенадцатое место в двойках. В 1961 году в одиночках выиграл бронзовую медаль на чемпионате ГДР, в результате чего был взят на взрослый чемпионат мира в Гиренбад, где показал тридцать седьмое время на одноместных санях и двадцатое на двухместных. Год спустя вновь добился бронзы в зачёте национального первенства и занял четвёртое место на чемпионате мира в польской Крынице. В 1963 году на мировом первенстве в австрийском Имсте финишировал в одиночках девятым.
В 1964 году Эггерт получил серебряную медаль на первенстве Восточной Германии, уступив лишь титулованным соотечественникам Клаусу Бонзаку и Томасу Кёлеру. Благодаря череде удачных выступлений удостоился права защищать честь страны на зимних Олимпийских играх в Инсбруке, на первых в истории олимпийских соревнованиях по санному спорту. В двойке со своим новым напарником Хельмутом Фолльпрехтом немец претендовал на медали и после первого заезда шёл третьим, однако во второй попытке их опередил итальянский экипаж Джампаоло Амбрози и Джованни Грабера.
Несмотря на неудачу с Олимпиадой, Эггерт продолжил представлять сборную ГДР и ещё в течение нескольких лет ездил на крупнейшие международные турниры. Так, в 1965 году он получил серебро и бронзу на первенстве своей страны, а также побывал на чемпионате мира в швейцарском Давосе, где занял шестнадцатое место в мужском одиночном разряде и одиннадцатое в парном. Вскоре после этих соревнований принял решение завершить карьеру спортсмена, поскольку не выдерживал конкуренцию со стороны молодых саночников восточногерманской команды.